# Ewa Anna Wojciechowska
Ewa Anna Wojciechowska – polska prof. nauk inżynieryjno-technicznych, w kadencji 2024–2028 dziekan Wydziału Inżynierii Lądowej i Środowiska Politechniki Gdańskiej.

## Życiorys
W 2002 r. obroniła rozprawę doktorską na macierzystej uczelni pod kierunkiem prof. dr hab. inż. Piotra Kowalika, a w 2013 r. uzyskała stopień doktora habilitowanego w dyscyplinie inżynieria środowiska na Wydziale Inżynierii Środowiska Politechniki Lubelskiej. W 2020 r. otrzymała tytuł naukowy profesora nauk inżynieryjno-technicznych.
Autorka lub współautorka około 140 publikacji naukowych, w tym 23 artykułów w czasopismach JCR i 7 monografii. Uczestniczyła w realizacji 5 projektów badawczych finansowanych ze środków krajowych oraz 6 projektów badawczych finansowanych ze źródeł międzynarodowych. Członek Komitetu Inżynierii Środowiska Polskiej Akademii Nauk w kadencji 2020-2024.
Jej zainteresowania naukowe koncentrują się na zagadnieniach związanych z oczyszczaniem ścieków, oczyszczalniach hydrofitowych oraz zrównoważonym zagospodarowaniu wód opadowych.

## Osiągnięcia
Kilkanaście nagród Rektora PG za działalność naukową, dydaktyczną i organizacyjną, wyróżnienie w konkursie Mistrz Techniki (2011/12), nagroda specjalna Rektora PG za opublikowanie monografii popularno-naukowej (2015) oraz medal komisji Edukacji Narodowej (2016).